# Apol·lodor de Cirene
Apol·lodor (en grec antic: Άπολλόδωρος, llatí: Apollodorus) va ser un gramàtic de l'antiga Grècia natural de Cirene que sovint és citat per altres gramàtics, com ara per un escoliasta d'Eurípides, per la Suda, per l'Etymologicum Magnum o per Ateneu de Nàucratis.
Segons Ateneu va escriure una obra o catàleg sobre els diferents tipus de vasos i copes (Ποτήρια), i segons Natalis Comes, un altre sobre mitologia grega, cosa que probablement és una confusió amb l'Apol·lodor de la Biblioteca mitològica.